# Anfesta
Anfesta é um gênero tri-radialmente simétrico que viveu no final no fundo do mar do Ediacarano

## Etimologia
Os nomes genéricos e específicos da Anfesta stankovskii homenageiam o geólogo Arkhangel'sk, Anatoliy F. Stankovskii.[carece de fontes?]

## Ocorrência
Os fósseis de Anfesta stankovskii são conhecidos de depósitos das formações Verkhovka e Yorga no rio Karakhta na Península de Onega e Zimnii Bereg (Costa de Inverno) do Mar Branco, região de Arkhangelsk, Rússia.

## Reconstrução e Afinidade
Anfesta foi originalmente descrita por Mikhail Fedonkin como uma medusa semelhante a um cifozoário que nadava livremente. Os sulcos ramificados no fóssil foram interpretados como impressões de um sistema de canais radiais internos e as três cristas ovais como impressões de gônadas.
Um ano depois, Fedonkin transferiu animais fósseis como Anfesta, Albumares e Tribrachidium para o grupo separado Trilobozoa, povoado por animais trilobados, radialmente simétricos, de grau celenterado que apenas superficialmente se assemelham a cnidários. Originalmente, Trilobozoa foi estabelecido como uma classe dentro do filo Coelenterata, mas desde que Coelenterata foi dividido em filos separados - Cnidaria e Ctenophora - os Trilobozoa foram transferidos para a categoria de filo.
De acordo com as pesquisas mais recentes, a Anfesta era um organismo bentônico de corpo mole que temporariamente se fixou (mas não aderiu) ao substrato de seu habitat (tapetes microbianos). Este fóssil é uma impressão da parte superior do corpo do animal, com alguns elementos de sua anatomia externa e interna visíveis a olho nu. Os sulcos ramificados no fóssil são impressões de sulcos radiais na superfície do animal, enquanto as três cristas centrais são impressões de cavidades dentro do corpo. Presumivelmente, esse sistema de ranhuras e cavidades pode estar relacionado à coleta e digestão de partículas de alimentos.